# Bellegarde (Gers)
Bellegarde (gaskognisch: Belagarda e Adolins) ist eine französische Gemeinde mit 159 Einwohnern (Stand 1. Januar 2022) im Département Gers in der Region Okzitanien (bis 2015 Midi-Pyrénées); sie gehört zum Arrondissement Mirande und zum Gemeindeverband Val de Gers. Die Bewohner nennen sich Bellegardais/Bellegardaises.

## Geografie
Bellegarde liegt rund 20 Kilometer südöstlich von Mirande und 25 Kilometer südlich von Auch im Süden des Départements Gers. Die Gemeinde besteht aus dem Weiler Les Adoulins, zahlreichen Streusiedlungen und Einzelgehöften. Ein Teil der Gemeinde bildet eine von der Gemeinde Moncorneil-Grazan umgebene Enklave. Der Fluss Arrats durchquert die Gemeinde in nördlicher Richtung und bildet streckenweise die östliche Gemeindegrenze.
Nachbargemeinden sind Moncorneil-Grazan im Norden und Nordosten, Betcave-Aguin im Nordosten, Meilhan im Osten, Sère im Süden, Bézues-Bajon im Südwesten sowie Masseube im Westen.

## Bevölkerungsentwicklung
| Jahr                                                    | 1831 | 1962 | 1968 | 1975 | 1982 | 1990 | 1999 | 2006 | 2011 | 2016 |
| Einwohner                                               | 485  | 232  | 203  | 165  | 148  | 150  | 136  | 159  | 171  | 187  |
| Quellen: Cassini, Bellegarde Cassini, Adolins und INSEE |      |      |      |      |      |      |      |      |      |      |